# Veselá u Zlína
Veselá (deutsch Wessela) ist eine Gemeinde in Tschechien. Sie liegt acht Kilometer östlich von Zlín und gehört zum Okres Zlín.

## Geographie
Veselá befindet sich in den südlichen Ausläufern der Hosteiner Berge am Übergang zum Wisowitzer Bergland. Das Dorf liegt rechtsseitig über der Einmündung des Baches Ostraky in die Dřevnice auf einer Anhöhe. Östlich erheben sich Chrasť (438 m), die Břízka (409 m) und Na Hranici (380 m).
Nachbarorte sind Vratišov, Ostrata und Březová im Norden, Slušovice im Nordosten, Raková im Osten, Menšíky, Vizovice und Zádveřice im Südosten, Klečůvka im Süden, Lužkovice, Výpusta und Příluky im Südwesten, Štákovy Paseky und Vršava im Westen sowie Hvozdná im Nordwesten.

## Geschichte
Die erste schriftliche Erwähnung des zur Herrschaft Lukov gehörigen Dorfes Wessela erfolgte 1407 in den Libri citationum (Ladungsbücher/knihy půhonné) zusammen mit Ostrata, Březová und Lužkovice als Besitz des Ješek von Sternberg. Im 16. Jahrhundert erwarben die Nekesch von Landek die Herrschaft Lukov. Lukrezia von Witschkow, geborene Nekesch von Landek, die 1607 die Herrschaft geerbt hatte, heiratete 1609 Albrecht von Waldstein. Dieser versuchte vergeblich seine Untertanen zu rekatholisieren. 1625 trat Waldstein Lukov mit allem Zubehör an den Kaiser ab, der die Herrschaft an Stephan Schmidt von Freihofen übergab. Von diesem erwarben 1628 die Minkwitz von Minkwitzburg die inzwischen stark verschuldete Herrschaft. Wessela war Sitz eines von der Fron freigestellten Vogtes. Beim Verkauf von Lukov an die Herren von Rottal wurde Wessela 1710 zusammen mit Klečůvka von der Herrschaft abgetrennt und das Allodialgut Klečůvka gebildet. Im Jahre 1793 bestand das Dorf aus 42 Häusern und hatte 230 Einwohner. 1834 lebten in den 56 Häusern von Veselá 326 Personen. Im Jahre 1843 hatte die Gemeinde 370 Einwohner. Bis zur Mitte des 19. Jahrhunderts blieb das Dorf immer zum Gut Klečůvka untertänig.
Nach der Aufhebung der Patrimonialherrschaften bildete Veselá / Wesela ab 1850 eine Gemeinde in der Bezirkshauptmannschaft Uherský Brod. Ab 1855 gehörte die Gemeinde zum Bezirk Vizovice und ab 1868 zum Bezirk Holešov. Zwischen 1874 und 1877 wurde ein eigenes Schulhaus errichtet. 1880 war das Dorf auf 84 Häuser angewachsen und hatte 502 Einwohner. Pfarrort war Hvozdná. Mit dem Anwachsen des ursprünglich als slawischer Rundling angelegten Dorfes nach Osten ergab sich das Problem, dass Veselá formell zur Pfarre Hvozdná, jedoch die meisten Häuser im Sprengel der Pfarre Slušovice lagen.
Als im Jahre 1900 inzwischen 65 Häuser des Dorfes dem Pfarrbezirk Slušovice angehörten, wurde die Umpfarrung der 25 Häuser des alten Ortskerns angestrebt. Die im Jahre 1908 vom Bezirksschulrat vorgeschlagene Erweiterung der Schule und Einschulung der Kinder aus Klečůvka scheiterte am Widerstand der dortigen Gemeindevertretung. Zwischen 1913 und 1914 erfolgte in Veselá, ohne Beteiligung von Klečůvka, ein Schulneubau. Im Jahre 1910 lebten in Veselá 551 Menschen und 1921 waren es 586. Im alten Schulhaus und weiteren Häusern des Ortes wurden am 7. Juni 1915 italienische Flüchtlinge aus Südtirol untergebracht. Am 1. Januar 1926 wurde Veselá offiziell von Hvozdná nach Slušovice umgepfarrt. Im selben Jahre erfolgte eine Regulierung der Dřevnice und Ostratky. 1935 wurde Veselá dem neuen Bezirk Zlín zugeordnet. 1936 begann der Bau der Bezirksstraße Lípa – Slušovice und 1938 der Straße von Klečůvka nach Želechovice. Ab 1950 gehörte Veselá zum Okres Gottwaldov-okolí und ab 1960 wieder zum Okres Gottwaldov, der nach der politischen Wende seit 1990 wieder den Namen Okres Zlín trägt. Veselá führt ein Wappen und Banner.

## Ortsgliederung
Für die Gemeinde Veselá sind keine Ortsteile ausgewiesen.

## Sehenswürdigkeiten
- Kapelle der hl. Anna, geweiht 1913
- Wegekreuz